# Ambroise Baudry
Ambroise Baudry (1 de julio de 1838 - 3 de julio de 1906) fue un arquitecto francés, hermano del pintor Paul Baudry. Ejerció su profesión en El Cairo desde 1871 hasta 1886. 
A la muerte de su hermano Paul Baudry, fue el encargado del diseño del monumento funerario para su tumba en el cementerio parisino de Père Lachaise, cuyo modelo titulado La Gloria y el Dolor fue expuesto en París en el Salón de Bellas Artes de 1889. Respaldado por una pared curvada, se compone de un sarcófago rematado con un busto de bronce del fallecido, realizado por Paul Dubois mientras que el escultor Antonin Mercié realizó las alegorías de la «Gloria» como una figura alada en actitud de imponerle una corona de laurel y en la parte izquierda el «Dolor» como una mujer llorosa cubierta con velos apoyada sobre el sarcófago.

## Principales obras
- Villa de Gléon Delort, Chawarbî Street, El Cairo, 1872
- Finalización del palacio de Giza, 1875-1877
- Edificio porticado de la Ezbekiyyeh
- Mansión del banquero Rafael Suares
- Petit Palace Gaston Saint-Maurice
- Castillo de Haichois de 1888
- Tumba de Paul Baudry en el Cementerio Père-Lachaise, 1890